# Генрі Вака
Генрі Вака (ісп. Henry Vaca, нар. 27 січня 1998) — болівійський футболіст, півзахисник клубу «Болівар» та національної збірної Болівії.

## Клубна кар'єра
Народився 27 січня 1998 року. Вихованець футбольної школи «Академія Тауїчі».
У дорослому футболі дебютував 2014 року виступами за команду «Кальєха», в якій провів два сезони. 
2016 року спочатку перейшов до чилійського «О'Хіггінса», а згодом повернувся на батьківщину, ставши гравцем клубу «Зе Стронгест». Відіграв за команду з Ла-Паса наступні три сезони своєї ігрової кар'єри. Більшість часу, проведеного у складі «Зе Стронгест», був основним гравцем команди.
Протягом 2019–2020 пограв на правах оренди в Перу за «Універсітаріо де Депортес» та у Бразилії за «Атлетіко Гояніенсе». Згодом у 2021–2023 роках знову грав на батьківщині, захищав кольори «Орієнте Петролеро» та «Зе Стронгест», а сезон 2023/24 провів в ізраїльському «Маккабі Бней Рейне».
Не ставши гравцем основного складу ізраїльської команди, 2024 року знову повернувся на батьківщину, уклавши контракт з «Боліваром».

## Виступи за збірні
2015 року дебютував у складі юнацької збірної Болівії (U-17), загалом на юнацькому рівні взяв участь у 4 іграх, відзначившись 2 забитими голами.
Протягом 2017–2020 років залучався до складу молодіжної збірної Болівії. На молодіжному рівні зіграв у 5 офіційних матчах.
2018 року дебютував в офіційних матчах у складі національної збірної Болівії. Був у її складі учасником розіграшу Кубка Америки 2021 року у Бразилії.